# The Dictators Go Girl Crazy
Albums
Manifest Destiny
(1977)
The Dictators Go Girl Crazy est un album du groupe de rock The Dictators sorti en 1975. Il est considéré comme un des premiers exemples de punk rock.

## L'album
Abandonnés dès sa sortie par leur maison de disques, minés par les disputes internes, l'album n'est redécouvert qu'en 1977, après que les Ramones se sont emparés du style musical.

## Titres
Tous les titres (sauf mention) ont été composés par Andy Shernoff.
| 1.    | The Next Big Thing                         | 4:20 |
| 2.    | I Got You Babe (Sonny Bono)                | 4:08 |
| 3.    | Back to Africa                             | 3:35 |
| 4.    | Master Race Rock                           | 4:13 |
| 5.    | Teengenerate                               | 3:24 |
| 6.    | California Sun (Henry Glover, Morris Levy) | 3:04 |
| 7.    | Two Tub Man                                | 4:08 |
| 8.    | Weekend                                    | 4:00 |
| 9.    | (I Live For) Cars and Girls                | 3:56 |
| 34:48 |                                            |      |